# Грядущие войны
«Грядущие войны» (англ. The Wars to Come) — первый эпизод пятого сезона фэнтезийного сериала канала HBO «Игра престолов», и 41-й во всём сериале. Сценарий эпизода написали создатели сериала Дэвид Бениофф и Д. Б. Уайсс, а режиссёром стал Майкл Словис. Премьера состоялась 12 апреля 2015 года. До выхода в эфир, этот эпизод, вместе с первыми четырьмя эпизодами, утекли онлайн.

## Сюжет

### Пролог
Во флешбэке юная Серсея Ланнистер (Нелл Уильямс) и её подруга (Изабелла Стайнбарт) приходят в хижину Мэгги (Джоди Мэй), которую знают как ведьму и гадалку. Серсея требует предсказать своё будущее, выйдет ли она замуж за принца, и будут ли у них дети. Мэгги отвечает, что Серсею выдадут замуж за короля, и в то время, как у неё будет трое детей, у короля, за которого она выйдет, их будет двадцать. И что все дети Серсеи будут носить золотые короны, но также и золотые саваны, и что другая королева, моложе и красивее Серсеи, свергнет её.

### В Королевской Гавани
В настоящее время Серсея (Лина Хиди) прибывает в Септу Бейелора, чтобы почтить память её покойного отца Тайвина (Чарльз Дэнс). Оказавшись в Септе, она отчитывает своего брата Джейме (Николай Костер-Вальдау) за освобождение их младшего брата Тириона, убившего их отца. На поминках Тайвина к Серсее приближаются её дядя Киван Ланнистер (Иэн Гелдер) и её кузен Лансель Ланнистер (Юджин Саймон), который стал набожным членом религиозной группы Воробьёв, посвящённой Вере Семерых. Он просит прощения у Серсеи за их инцестные отношения и свою роль в спаивании вином короля Роберта Баратеона во время охоты, на которой Роберт был смертельно ранен кабаном. Серсея отрицает любое знание об убийстве её мужа и уходит.
Маргери (Натали Дормер) видит своего брата Лораса (Финн Джонс) лежащим в постели с любовником Оливаром (Уилл Тюдор). После ухода Оливара она говорит брату о необходимости быть сдержанней, но он отказывается от этого, мотивируя тем, что все ведь и так знают о его наклонностях, а со смертью Тайвина никто не заставит его жениться на Серсее. Последнее по мнению Лораса — плохая новость для Маргери, ведь королева-регентша останется в Королевской Гавани вместо того, чтобы уехать с ним в Хайгарден. Маргери намекает, что может разрешить эту проблему.

### В Пентосе
Тирион (Питер Динклэйдж) прибывает морем в Пентос с помощью Вариса (Конлет Хилл). Варис рассказывает, как он и Иллирио Мопатис втайне работали вместе для возведения Дейенерис Таргариен на престол Вестероса, но из-за возникших ошибок они остались в Пентосе, не способные вернуться в Королевскую Гавань. Позже Варис обсуждает достоинства, необходимые новому правителю Вестероса, на что Тирион отвечает, что такого человека не существует. Варис предлагает Тириону выбор: либо напиться до смерти в Пентосе, либо отправиться вместе с ним в Миэрин, чтобы поддержать Дейенерис. Тирион со временем соглашается путешествовать с Варисом.

### В Заливе работорговцев
Безупречные сбрасывают огромную статую золотой гарпии с вершины Великой Пирамиды в Миэрине. Позже одного из Безупречных убивает в борделе член Сынов Гарпии, группы сопротивления, действующей в Миэрине. Дейенерис (Эмилия Кларк) приказывает Серому Червю (Джейкоб Андерсон) найти тех, кто ответственен за это, и похоронить убитого солдата в Храме Благодати.
Миссандея (Натали Эммануэль) пытается выяснить у Серого Червя, зачем оскоплённые Безупречные посещают бордели, но тот не хочет разговаривать об этом.
Хиздар зо Лорак (Джоэл Фрай) возвращается в Миэрин и объявляет, что Мудрые Господа Юнкая отдадут власть совету бывших рабов и бывших рабовладельцев, а в обмен просят Дейенерис дать согласие на возобновление бойцовых ям, где рабы раньше бились насмерть. Дейенерис отклоняет просьбу. Позже Даарио Нахарис (Михиль Хаусман) призывает её переосмыслить, так как его молодость, проведённая в бойцовых ямах, дала ему боевые навыки, необходимые для присоединения к Младшим Сынам, вместе с которыми он встретился с Дейенерис.
Дейенерис навещает своих драконов Визериона и Рейгаля, которых она заперла под землёй, чтобы отвратить их от убийств. При её приближении они пытаются атаковать, заставляя Мать драконов бежать из комнаты.

### В Долине
Лорд Петир Бейлиш (Эйдан Гиллен) и Санса Старк (Софи Тёрнер) наблюдают, как юный лорд Робин Аррен (Лино Фасиоль) борется в спарринге с мальчиком. Санса замечает, как Бейлиш получает письмо, которое он быстро прячет. Лорд Йон Ройс (Руперт Ванситтарт) соглашается взять Робина как своего подопечного и научить его сражаться, но очень скептически оценивает его способности. Хотя Бейлиш сказал лорду Ройсу, что поедет в Персты, вместо этого он направляется с Сансой на запад и объясняет, что ведёт туда, где Ланнистеры никогда не смогут её найти.
Подрик Пейн (Дэниел Портман) пытается спланировать следующий шаг для Бриенны (Гвендолин Кристи) и себя, но Бриенна говорит, что она не хочет, чтобы кто-то следовал за ней. Он напоминает ей о клятве найти девочек Старков, которую она дала Джейме, но она заявляет, что Арья не хотела её защиты. За разговором они видят, как мимо проезжает караван Бейлиша и Сансы.

### На Стене
Джон Сноу (Кит Харингтон) помогает тренировать новобранцев Ночного Дозора, пока Сэмвелл Тарли (Джон Брэдли) разговаривает с Лилли (Ханна Мюррей) о группе лидеров, один из которых может стать следующим лордом-командующим. Сэм боится, что выберут сира Аллисера Торне (Оуэн Тил), так как он ненавидит одичалых. Мелисандра (Кэрис ван Хаутен) вызывает Джона на разговор с королём Станнисом Баратеоном (Стивен Диллэйн). Тот хочет, чтобы Джон уговорил Манса-Налётчика (Киаран Хайндс) признать Станниса королём, в надежде, что одичалые присоединятся к войску Станниса и помогут отбить Север у Русе Болтона. Джон пытается добиться согласия Манса, призывая его подумать о своём народе, но Манс отказывается вставать на колени, так как боится, что одичалые не последуют за ним, если он это сделает, и не хочет, чтобы они воевали на чужой для них войне. Ночью Манса выводят во двор к Станнису, который обещает Мансу помилование, если тот преклонится перед ним. Манс отвергает предложение Станниса, и его помещают на костёр, который поджигает Мелисандра. Когда огонь разгорается и начинает причинять Мансу сильную боль, Джон пускает ему стрелу в сердце, дав быструю смерть.

## Производство

### Сценарий

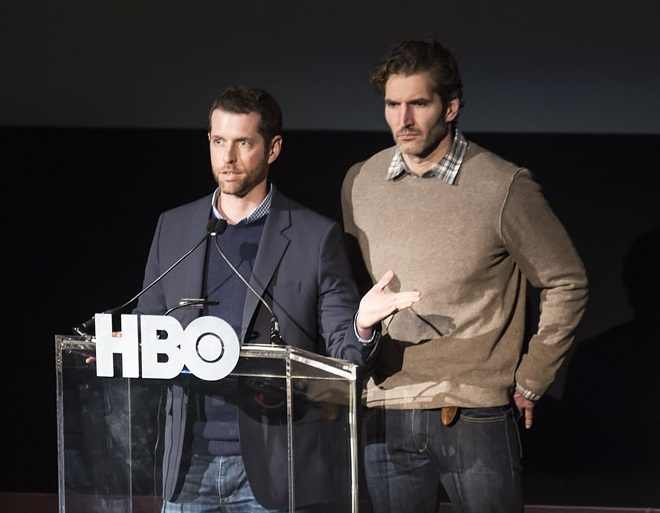
Сценарий к эпизоду написали создатели сериала Дэвид Бениофф и Д. Б. Уайсс.

Сценарий к эпизоду был написан исполнительными продюсерами Дэвидом Бениоффом и Д. Б. Уайссом и включает содержимое из трёх романов Джорджа Р. Р. Мартина, «Бури мечей», частично Сэмвелл IV и частично IX, «Пира стервятников», главы Серсея II, Серсея III, Джейме I и Серсея VIII и «Танца с драконами», главы Тирион I, Дейенерис I и частично Джон III.

### Кастинг
С этим эпизодом, Михиль Хаусман (Даарио Нахарис), Натали Эммануэль (Миссандея) и Дин-Чарльз Чэпмен (Томмен Баратеон) повышены до актёров основного состава. Иэн Гелдер (Киван Ланнистер) и Юджин Саймон (Лансель Ланнистер) возвращаются в эпизод после пары лет отсутствия (со второго сезона).

## Реакция

### Рейтинги
«Грядущие войны» посмотрели 8 миллионов зрителей во время первого показа, сделав его самым просматриваемым на то время эпизодом шоу.

### Реакция критиков
Реакция на эпизод была очень положительной. На основе 26 критиков, эпизод получил рейтинг 100% на Rotten Tomatoes.